# 莱康厄尔
莱康厄尔是挪威已撤銷的市镇，位于松恩峡湾畔，位於原松恩-菲尤拉讷郡。該市镇存在於1838年至2020年間。

## 友好城市
- 丹麦里伯